# Movies!
Movies! est une chaîne de télévision américaine lancée le 27 mai 2013 et détenue par Weigel Broadcasting et Fox Television Stations. Elle diffuse essentiellement des films ainsi que quelques émissions pour enfants.

## Histoire
Weigel Broadcasting a lancé le service This TV en 2008, mais a vendu ses parts à Tribune Broadcasting en novembre 2013. En janvier 2013, Weigel s'est associé à Fox Television Stations pour former Movies! qui sera diffusé sur le sous-canal de cinq station Fox et onze stations MyNetworkTV appartenant à Fox ainsi que deux stations appartenant à Weigel.
Contrairement à This TV où les films sont diffusés avec les côtés coupés pour être diffusés en format 4:3, Movies! diffuse les films en mode 16:9 et pige principalement dans le catalogue de 20th Century Fox, ainsi que de Sony Pictures Entertainment et Paramount Pictures, se concentrant dans les films entre 1920 et les années 1980. Les films sont édités pour retirer le contenu violent, la nudité et le langage vulgaire, de la publicité (douze minutes par heure) est insérée mais aucune scène n'est retirée afin d'entrer dans une case horaire. En fait, l'heure de début d'un film est arrondi aux 5 minutes, comme un canal de films payant. Un film principal est présenté tous les soirs à 20 h.

## Affiliés
1. New York : WNYW
2. Los Angeles : KCOP-TV
3. Chicago : WPWR-TV
4. Philadelphie : WTXF-TV
5. Dallas : KDFI
6. San Francisco : KTVU
7. Washington D.C. : WDCA
8. Boston : (aucune)
9. Atlanta : WAGA-TV
10. Houston : KTXH
11. Tampa : WTVT
12. Phoenix (Arizona) : KUTP
13. Détroit : WJBK
14. Seattle : KVOS-TV
15. Minneapolis : WFTC
16. (liste incomplète)

98. Burlington (Vermont) : WCAX-TV (à partir du 30 avril 2015)

## Canada
Cette chaîne n'est pas autorisée pour distribution par câble au Canada. Seulement trois affiliés sont situés près de la frontière : WCAX-TV Burlington (Vermont), près du marché de Montréal, KVOS-TV Seattle, qui sert aussi le marché de Vancouver et Victoria, ainsi que WJBK Détroit, près de Windsor (Ontario).